# Code de la famille (Algérie)
Pour les articles homonymes, voir Code de la famille.
 (septembre 2009).
Si vous disposez d'ouvrages ou d'articles de référence ou si vous connaissez des sites web de qualité traitant du thème abordé ici, merci de compléter l'article en donnant les références utiles à sa vérifiabilité et en les liant à la section « Notes et références ».
Lire en ligne

http://www.jafbase.fr/docMaghreb/Algeriecode_famille.pdf

Le Code de la famille algérien (arabe : قانون الأسرة) adopté le 9 juin 1984 par l'Assemblée populaire nationale, regroupe les règles qui déterminent les relations familiales en Algérie.
Ce code inclut des éléments de la charia soutenue par des islamistes et par des conservateurs[pas clair]. Les féministes et les partis de gauche critiquent ce code et se concentrent en particulier sur les conditions de vie imposées aux femmes et qui dénient selon eux la pleine égalité entre les sexes, notamment en matière de mariage, de divorce ou de tutelle des enfants. Le Code a ainsi été fortement contesté dès sa promulgation par les féministes, dont Fettouma Ouzeguène, Akila Ouared, Zhor Zerari, Zohra Drif, avocate et sénatrice (et épouse de Rabah Bitat), ou Louisa Hanoune ainsi que par une partie de la population algérienne, qui est contre la modification de certaines règles qui conditionnent la polygamie.

## Genèse du Code
Après deux tentatives avortées à la suite d'un fort rejet de la population, en 1966 et, sous l'impulsion de Boualem Baki en 1981, une première version du Code de la famille est adoptée en 1984. Ce code est en régression théorique par rapport à la Constitution de 1976, et notamment ses articles 39 à 42 :
- Article 39 : « Les libertés fondamentales et les droits de l’homme et du citoyen sont garantis. Tous les citoyens sont égaux en droits et en devoirs. Toute discrimination fondée sur les préjugés de sexe, de race ou de métier, est proscrite. »
- Article 40 : « La loi est la même pour tous, qu’elle protège, qu’elle contraigne ou qu’elle réprime. »
- Article 41 : « L’État assure l’égalité de tous les citoyens en supprimant les obstacles d’ordre économique, social et culturel qui limitent en fait l’égalité entre les citoyens, entravent l’épanouissement de la personne humaine et empêchent la participation effective de tous les citoyens à l’organisation politique, économique, sociale et culturelle. »
- Article 42 : « Tous les droits politiques, économiques, sociaux et culturels de la femme algérienne sont garantis par la Constitution. »

Il relègue la femme au statut de mineure et légalise la polygamie. En cas de répudiation, il permet à l'homme de conserver le domicile dans le cas où celui-ci est unique.

## Réforme de 2005
En 2005, après trois années de débats, ce code est légèrement modifié. Contrairement aux attentes de féministes et aux recommandations de la Commission nationale ayant étudié sa réforme, le wali, tuteur lors du mariage est conservé, afin de ne pas heurter les hommes ressentant sa suppression comme une mise à l'écart du mariage. La polygamie est soumise à l'assentiment de la première femme, et le code impose à l'époux d'assurer le logement des enfants, qui sont désormais confiés à la mère.
L'histoire du mouvement des femmes algériennes contre le code de la famille est retracé dans un ouvrage récent de Feriel Lalami.

### Dispositions majeures de la réforme

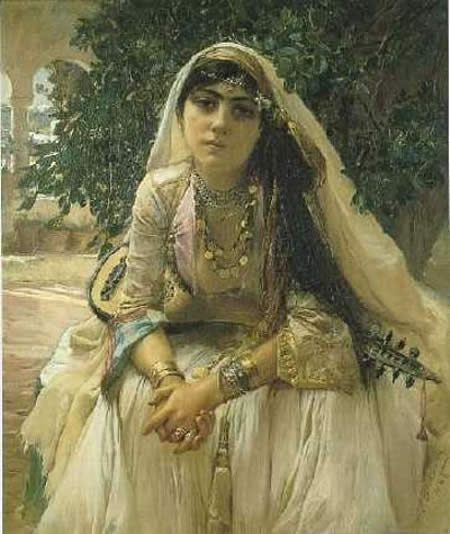
Femme algérienne par Frederick A. Bridgman (1888).

Cette révision a touché plusieurs aspects en renforçant les droits de la femme[réf. nécessaire]. Elle a touché les "dispositions les plus débattues au sein de la société et pour lesquelles il est difficile d’obtenir un consensus", principalement le mariage et sa dissolution, ce qui explique le choix de la promulgation par la voie de l'ordonnance présidentielle, qui a permis d’éviter les blocages au parlement.

#### Mariage
La révision a introduit dans le code de la famille une notion qui n'existait pas dans la précédente mouture : la volonté de chacun des futurs conjoints de s'engager dans une union matrimoniale.
La révision a également mis fin à la différence de l'âge minimum légal de mariage entre sexes. Cet âge a été uniformisé à 19 ans, l'âge de la majorité légale.
À la suite de cette révision, le rôle du wali de la future épouse a été limitée à celui de simple représentant, alors qu'il avait le pouvoir de refuser ou accepter le mariage de la future épouse auparavant.
De plus, la réforme a supprimé l'obligation aux femmes mariées voulant voyager à l'étranger d'avoir une autorisation de sortie du territoire signée par l'époux. Elle a instauré également la possibilité aux femmes divorcées de signer l'autorisation parentale de sortie du territoire pour leurs enfants mineurs pour qu'ils puissent voyager à l'étranger, alors que seul le père pouvait émettre cette autorisation auparavant.

### Filiation
La filiation et la transmission de la nationalité algérienne ont été modifiées.
L'art. 44 établit la reconnaissance de maternité, ce qui permet à la mère célibataire de reconnaître son enfant et de lui transmettre son patronyme. De manière générale, en effet, la filiation est exclusivement patrilinéaire et d'ordre juridique (le droit algérien ne reconnaissait que la filiation légitime).
Par ailleurs, les femmes peuvent désormais transmettre la nationalité algérienne à leurs enfants nés de mariages avec des étrangers.
Enfin, à l'instar de la réforme de la Moudawana au Maroc, l'expertise scientifique (test de paternité, par analyse de sang ou test ADN) est désormais acceptée : l'article 40 du Code algérien permet au juge de « recourir aux moyens de preuves scientifiques en matière de filiation ». Cependant, le droit au respect de l'intégrité physique garanti par la Constitution (art. 34) peut permettre au sujet de refuser cette analyse.

#### Anticonstitutionnalité
Même après les amendements du Code de la famille de février 2005, certains affirment que quelques articles contreviendraient toujours à l'article 29 de la Constitution algérienne qui prévoit l'égalité devant la loi « sans que puisse prévaloir aucune discrimination pour cause de naissance, de race, de sexe, d'opinion ou de tout autre condition ou circonstance personnelle ou sociale ». Ainsi, l'article 93 du code continue à imposer que le tuteur testamentaire soit musulman. Le nouvel article 32 n'annule plus le mariage en cas d'apostasie mais la considère toujours comme un empêchement au mariage. De même, un apostat ne peut hériter d'un parent musulman selon l'article 138.

### Contexte politique
Le président algérien Abdelaziz Bouteflika a décidé[Quand ?] que le Code de la famille devait être révisé « conformément à l'esprit des droits de l'homme et de la charia ». Les réactions des partis politiques algériens sont nuancées par rapport à cette annonce. Lachhab, la représentante du parti islamiste El Islah déclare lors d'une conférence de presse « Nous nous opposons à ces amendements qui sont contraires à la charia et qui sont par conséquent contraires à l’article 2 de la Constitution ».
Nouria Hafsi du Rassemblement national démocratique (RND) affirme que « Ces timides amendements proposent une lecture moderne de la charia. Les droits de la femme sont enfin reconnus par la loi ». Quant aux associations féministes et aux partis de gauche, ils demandent l'abrogation du code.

## Critiques
Les critiques contre le code de famille sont nombreuses, et une grande partie émane de femmes.
Pour la comédienne Nadia Kaci, coautrice de Laissées pour mortes. Le lynchage des femmes de Hassi Messaoud, le statut de « mineure à vie » des femmes est l'une des deux causes — avec le discours intégriste musulman— qui expliquent que ces cas de lynchage et autres violences ait pu se produire dans une relative impunité.